# Tetraena clavata
Tetraena clavata är en pockenholtsväxtart som först beskrevs av Rudolf Schlechter & Ludwig Diels 1907, och fick sitt nu gällande namn av Björn-Axel Beier & Mats Thulin 2003. Tetraena clavata ingår i släktet Tetraena och familjen pockenholtsväxter. Inga underarter finns listade i Catalogue of Life.